# Associatie van betonie en gevinde kortsteel
De associatie van betonie en gevinde kortsteel (Betonico-Brachypodietum) is een associatie uit het verbond van heischrale graslanden (Violion caninae). Het betreft een uiterst zeldzame plantengemeenschap die voorkomt op de overgang van zure graslanden uit het dwerghaver-verbond naar kalkgrasland, met een combinatie van graminoïden, kruiden en af en toe ook dwergstruiken.
Deze plantengemeenschap behoort tot een van de meest soortenrijke graslandgemeenschappen in Nederland en Vlaanderen, met enkele orchideeën als de herfstschroeforchis als grote zeldzaamheden.

## Naamgeving en codering
| Festuco rubrae-Genistelletum sagittalis Issl. 1929 |

- Syntaxoncode voor Nederland (rVvN): r19Aa04
- BWK-karteringscodes: hn
- Natura2000-habitattypecode (EU-code): H6230

De wetenschappelijke naam Betonico-Brachypodietum is afgeleid van de botanische namen van twee opvallende soorten voor de associatie, de kensoort betonie (Betonica officinalis) en de gevinde kortsteel (Brachypodium pinnatum).

## Fysiognomie
Fysiognomisch wordt de associatie van betonie en gevinde kortsteel vooral gekenmerkt door de zeer soortenrijke, vaak min of meer gesloten kruidlaag. Hierin bepalen grassen en grasachtige planten, overblijvende en kruiden het vegetatieaspect. Ook dwergstruiken kunnen verspreid aanwezig zijn, evenals zaailingen of laagblijvende opslag van hogere struiken zoals eenstijlige meidoorn, struikhei en brem. De moslaag is weinig opvallend en evenmin divers.

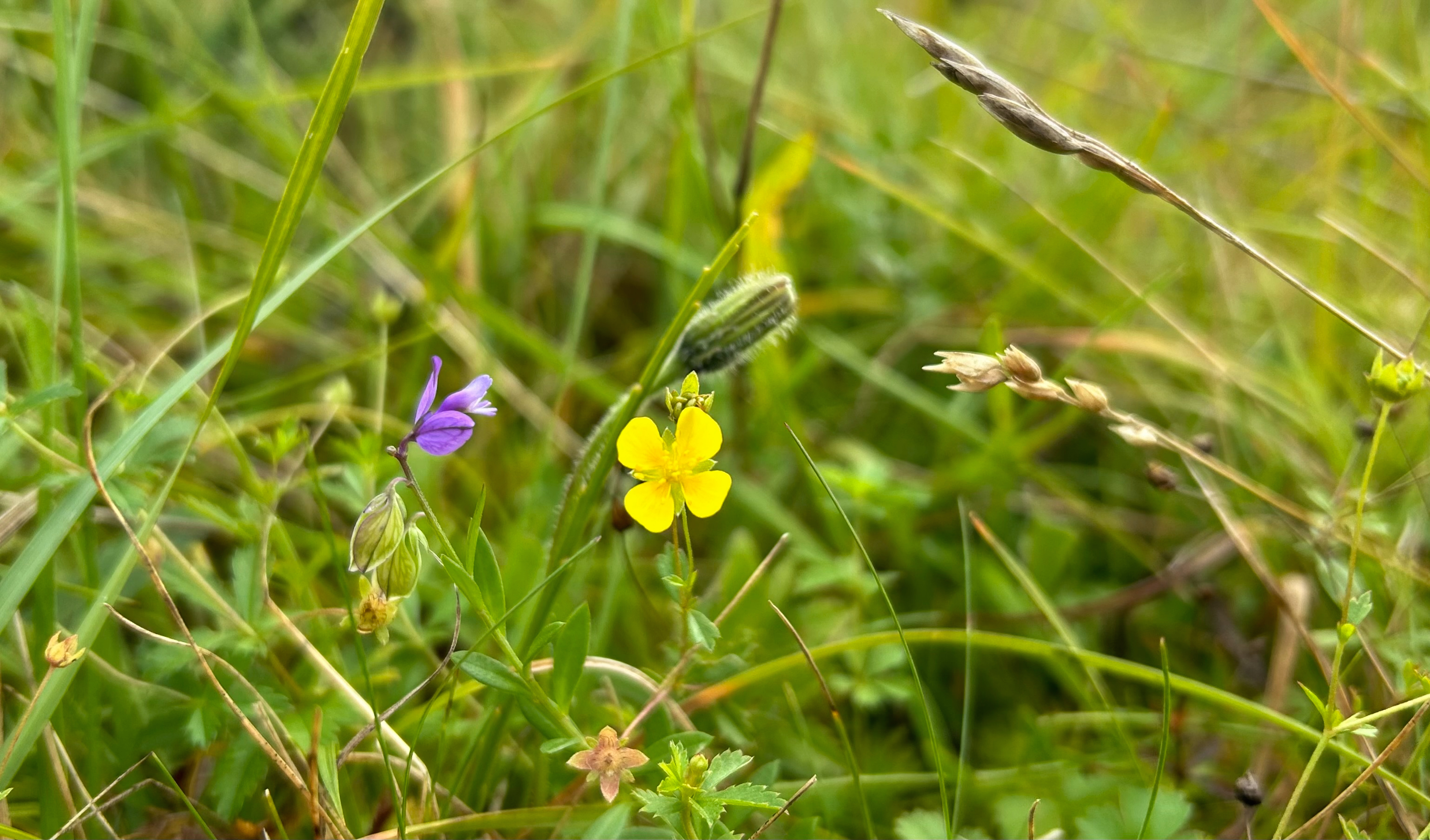
Close-up van de lage kruidlaag in de vroege herfst. Hier met onder andere gewone vleugeltjesbloem, tormentil, tandjesgras en ruige leeuwentand.

## Ecologie
De associatie van betonie en gevinde kortsteel komt vooral voor op droge en zonnige standplaatsen op uitgespoelde, zure tot neutrale bodems met een variabele laag van grind en löss bovenop kalkgesteente, waardoor het pH-traject van de bodem 4,5–7,5 betreft. Deze situatie is vooral te vinden aan de bovenrand van kalkhellingen met een zuidelijke tot westelijke expositie en een hellingshoek van 5–25°.

## Vegetatiezonering
In de vegetatiezonering vormt de associatie van betonie en gevinde kortsteel op hellingen vaak aan de bovenzijde contactgemeenschappen met zure graslanden van het dwerghaver-verbond. Richting de voet van de helling, waar het kalkgesteente dagzoomt, staat de associatie vaak in contact met graslandgemeenschappen uit de klasse van kalkgraslanden.

## Verspreiding
Het verspreidingsgebied van de associatie van betonie en gevinde kortsteel is beperkt tot het laagland en heuvelland van de Europese atlantische regio.
In Nederland is deze associatie uiterst zeldzaam en beperkt tot het Maasdal en de bijbehorende droogdalen in Zuid-Limburg, zoals op de Bemelerberg, de Schiepersberg en de Sint-Pietersberg. In Vlaanderen is ze enkel bekend van de Sint-Pietersberg en de Tiendeberg.

## Diagnostische taxa voor Nederland en Vlaanderen
Deze associatie is de meest soortenrijke binnen het verbond. Voor Nederland zijn betonie en groene nachtorchis kensoorten, voor Vlaanderen is dat niet het geval omdat beide soorten ook in de associatie van ruige weegbree en aarddistel (Galio-Trifolietum) voorkomen. Verder vinden we in de vegetatie een aantal soorten van de droge heide, zoals struikhei, klein warkruid en kruipbrem, en soorten van het heischraal grasland, zoals tandjesgras, tormentil en borstelgras.
Ze onderscheidt zich van de andere associaties binnen het verbond door de aanwezigheid van soorten van het kalkgrasland zoals gevinde kortsteel, kleine pimpernel, kleine bevernel, zachte haver, bevertjes, ruige leeuwentand, voorjaarszegge en kleine ratelaar.
In deze associatie vinden we verder grote zeldzaamheden als de groene nachtorchis, welriekende nachtorchis en herfstschroeforchis.
In de onderstaande tabel staan de belangrijkste ken- en begeleidende taxa van de associatie van betonie en gevinde kortsteel voor Nederland en Vlaanderen.

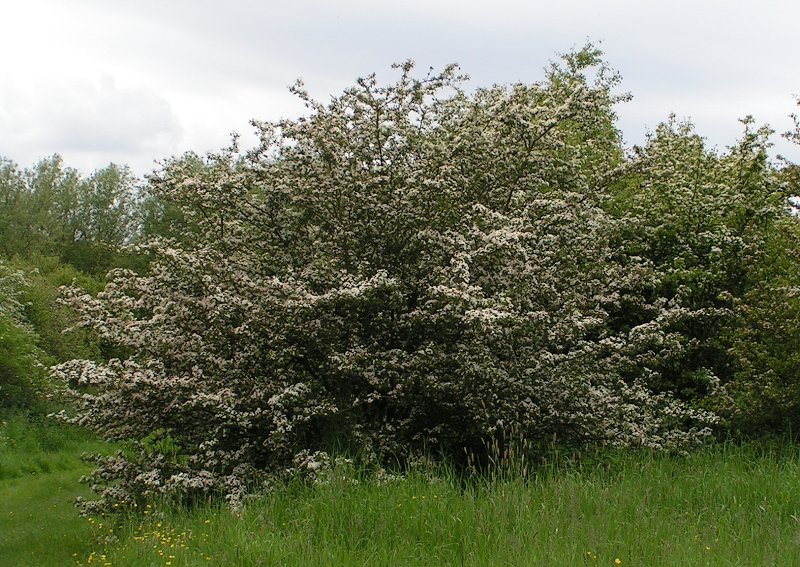
Eenstijlige meidoorn

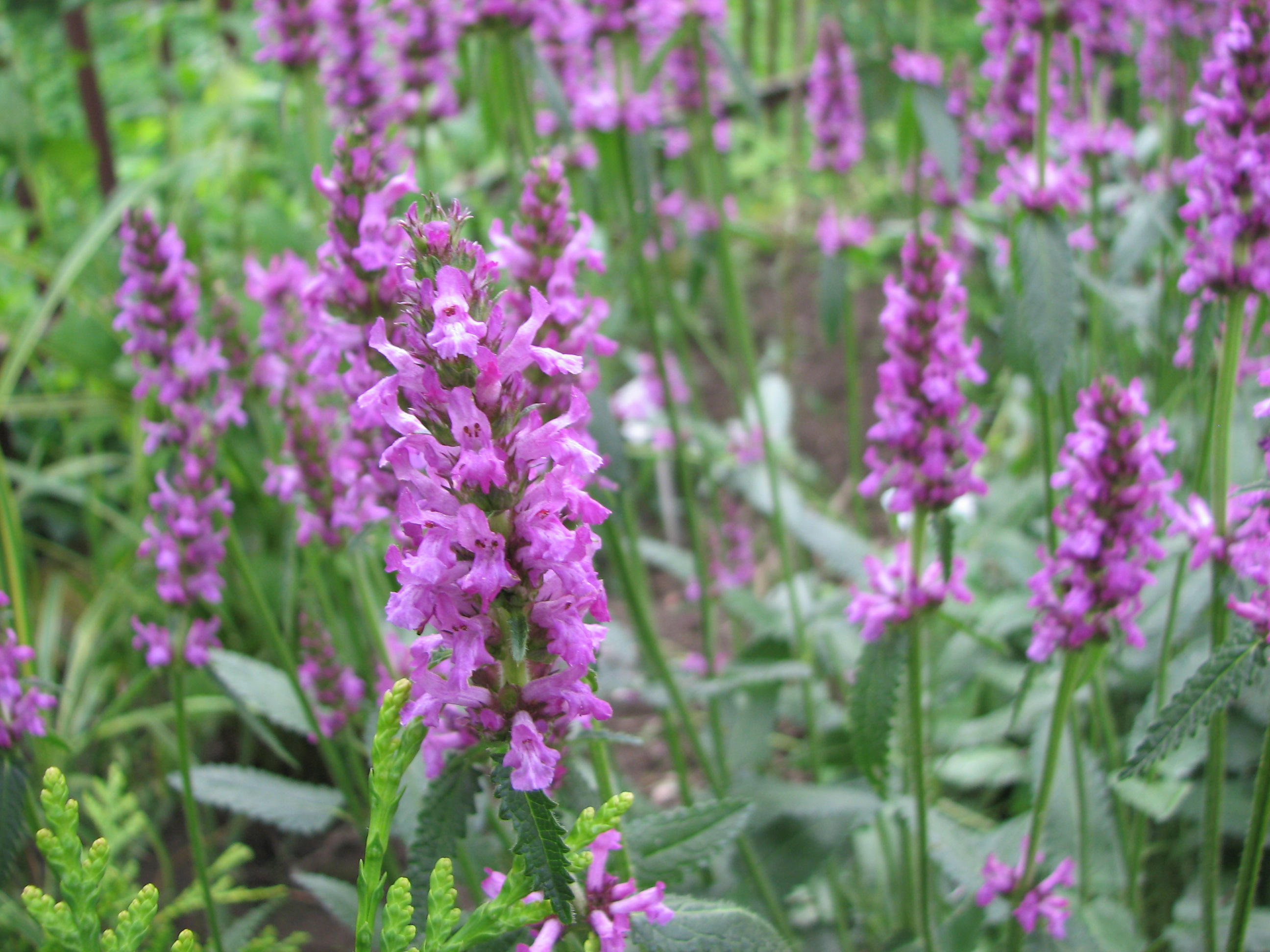
Betonie

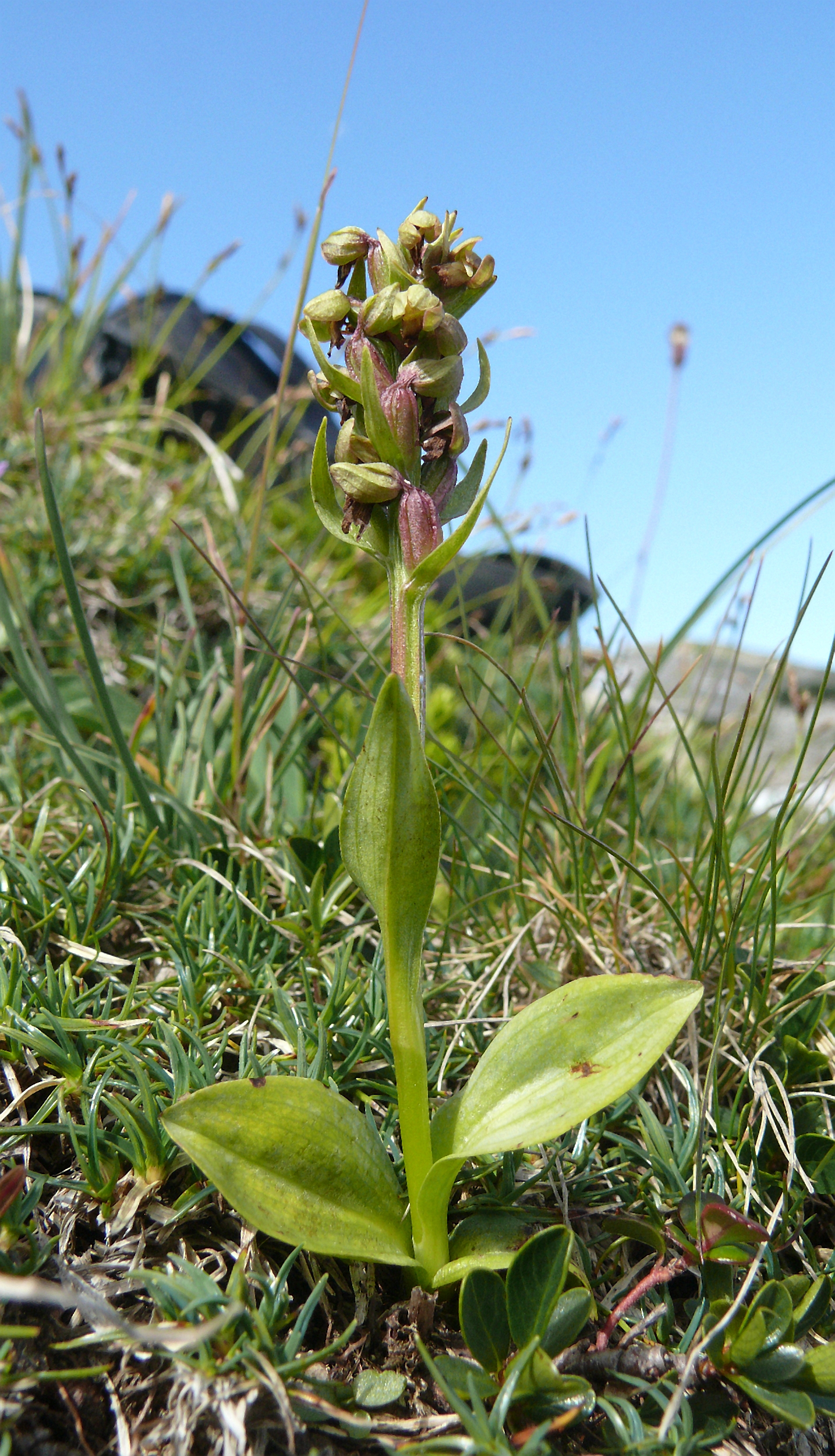
Groene nachtorchis

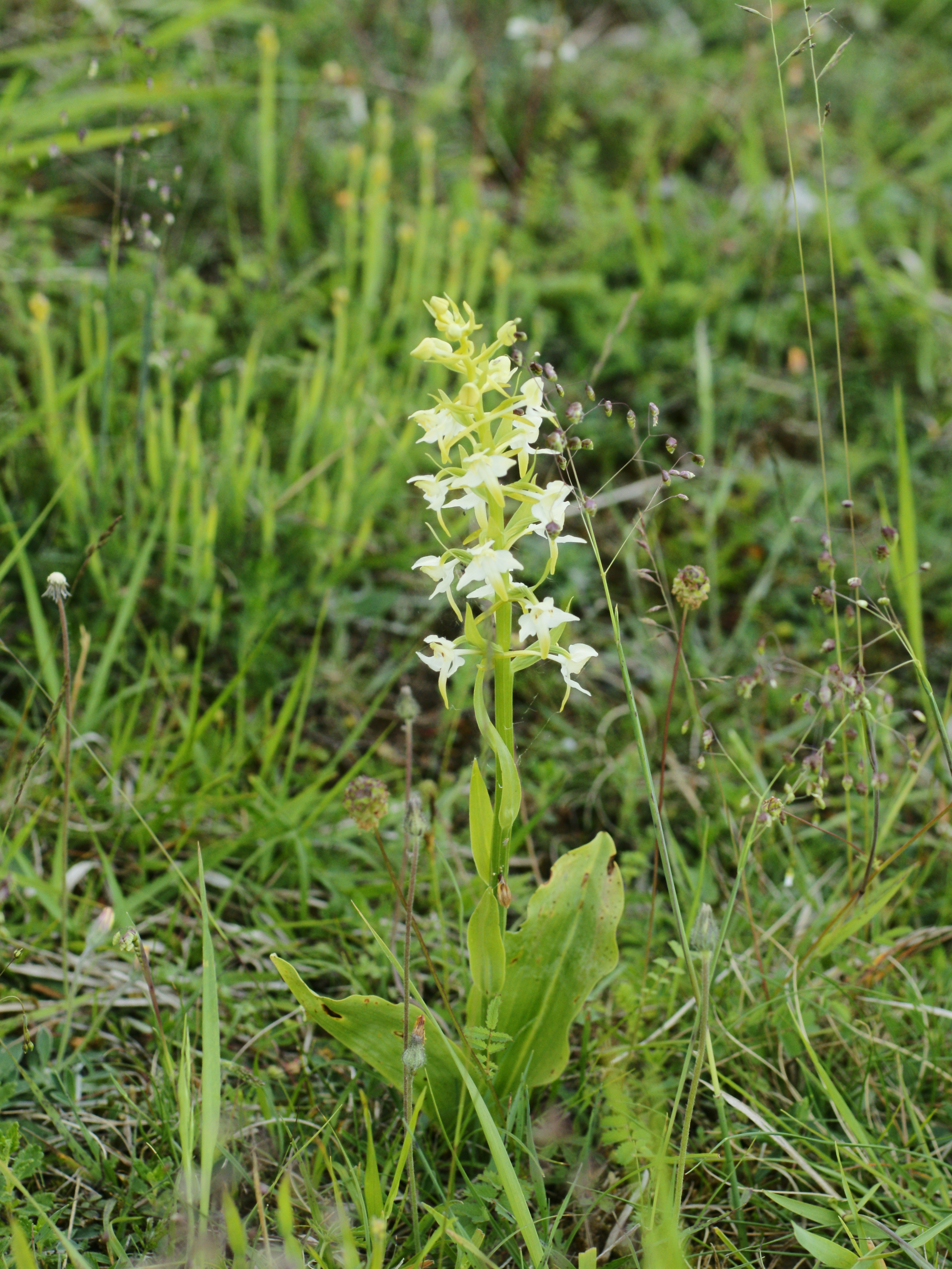
Welriekende nachtorchis

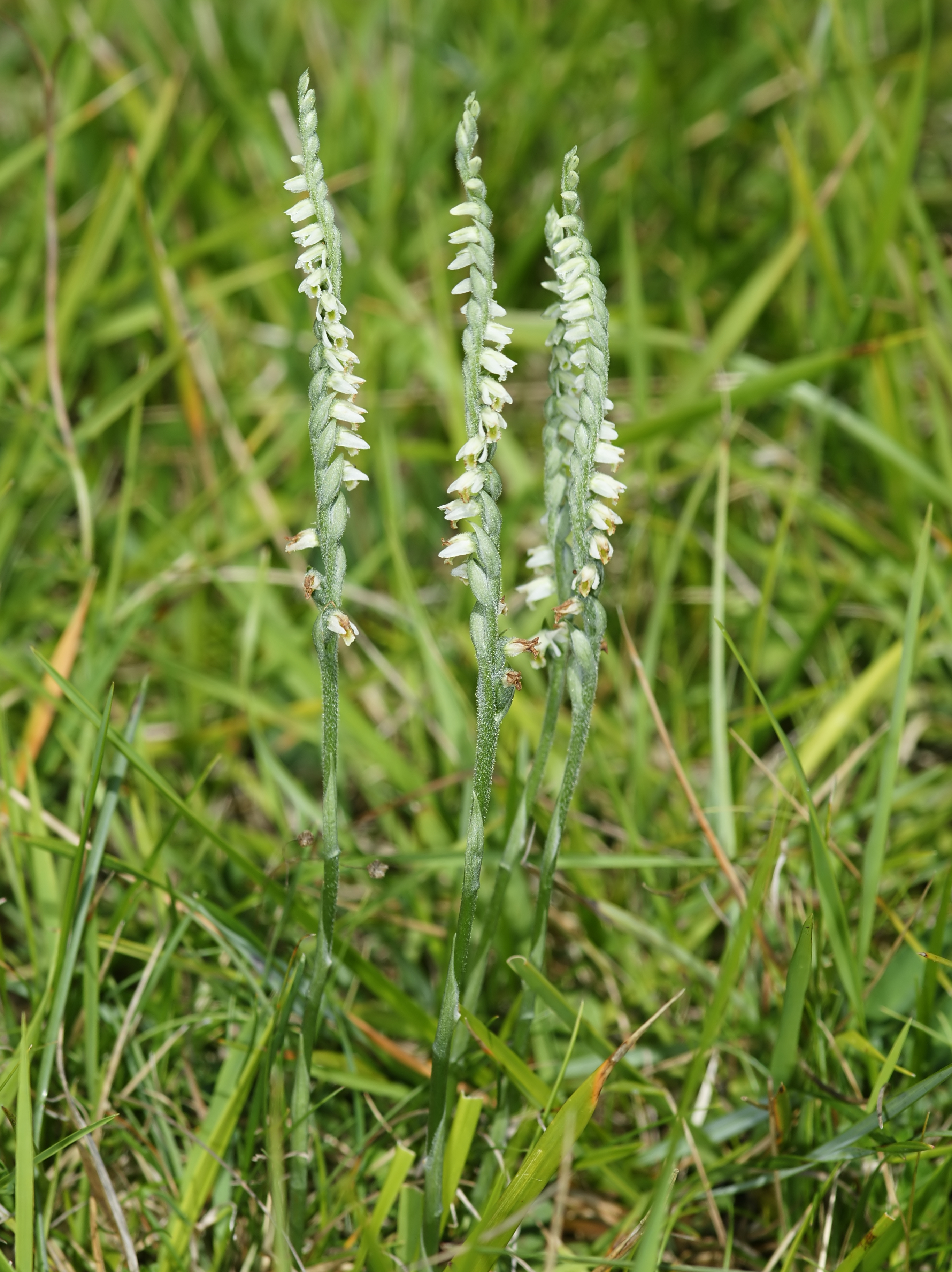
Herfstschroeforchis

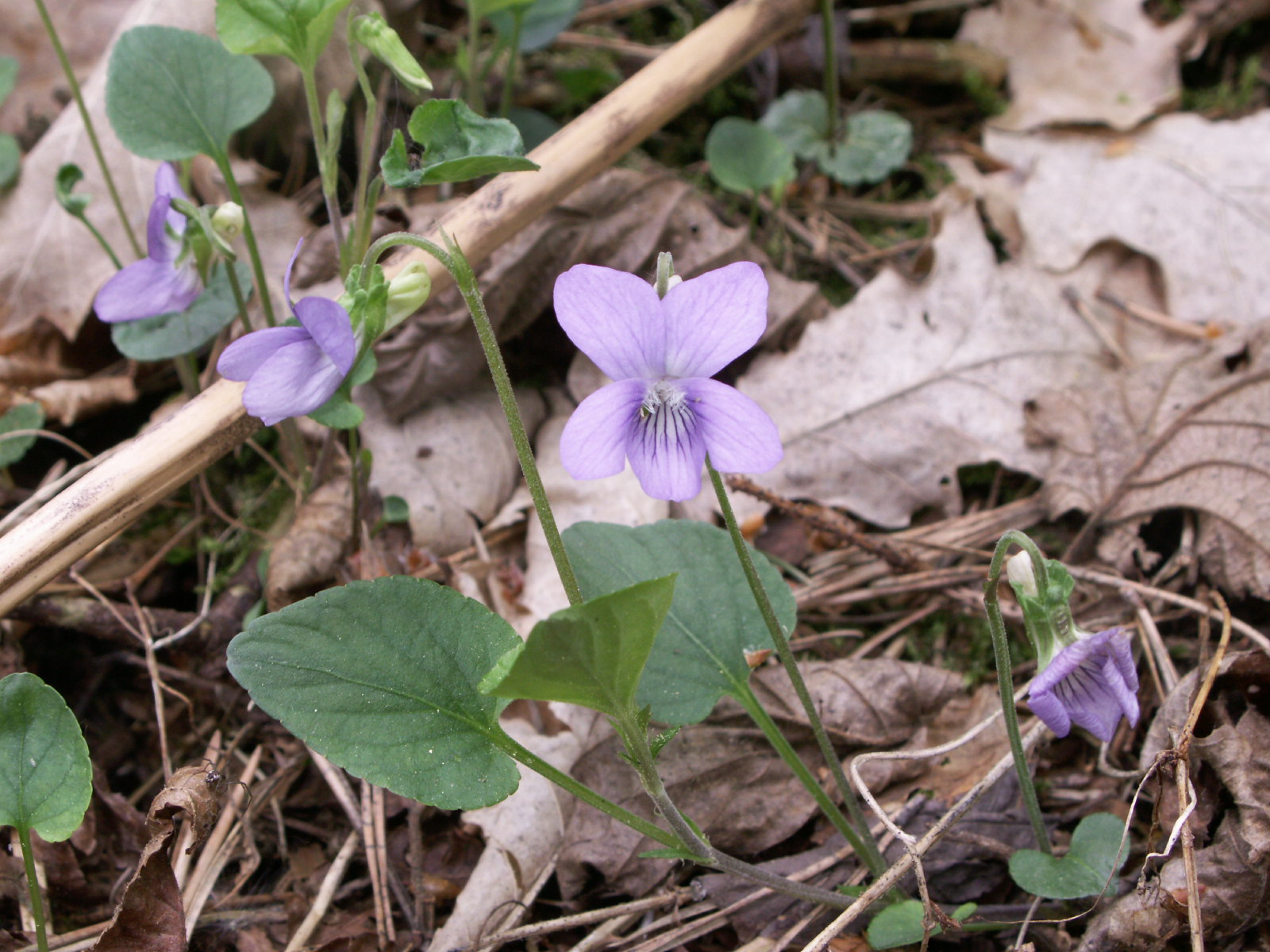
Hondsviooltje

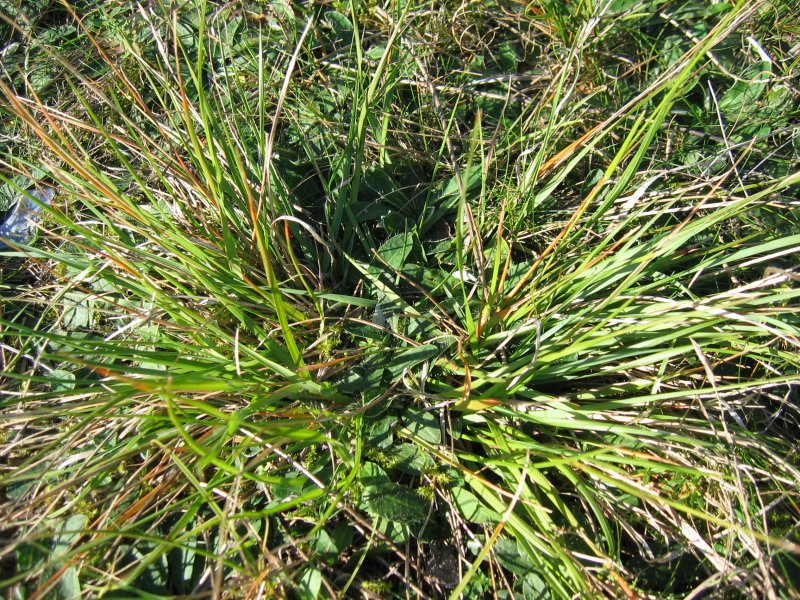
Tandjesgras

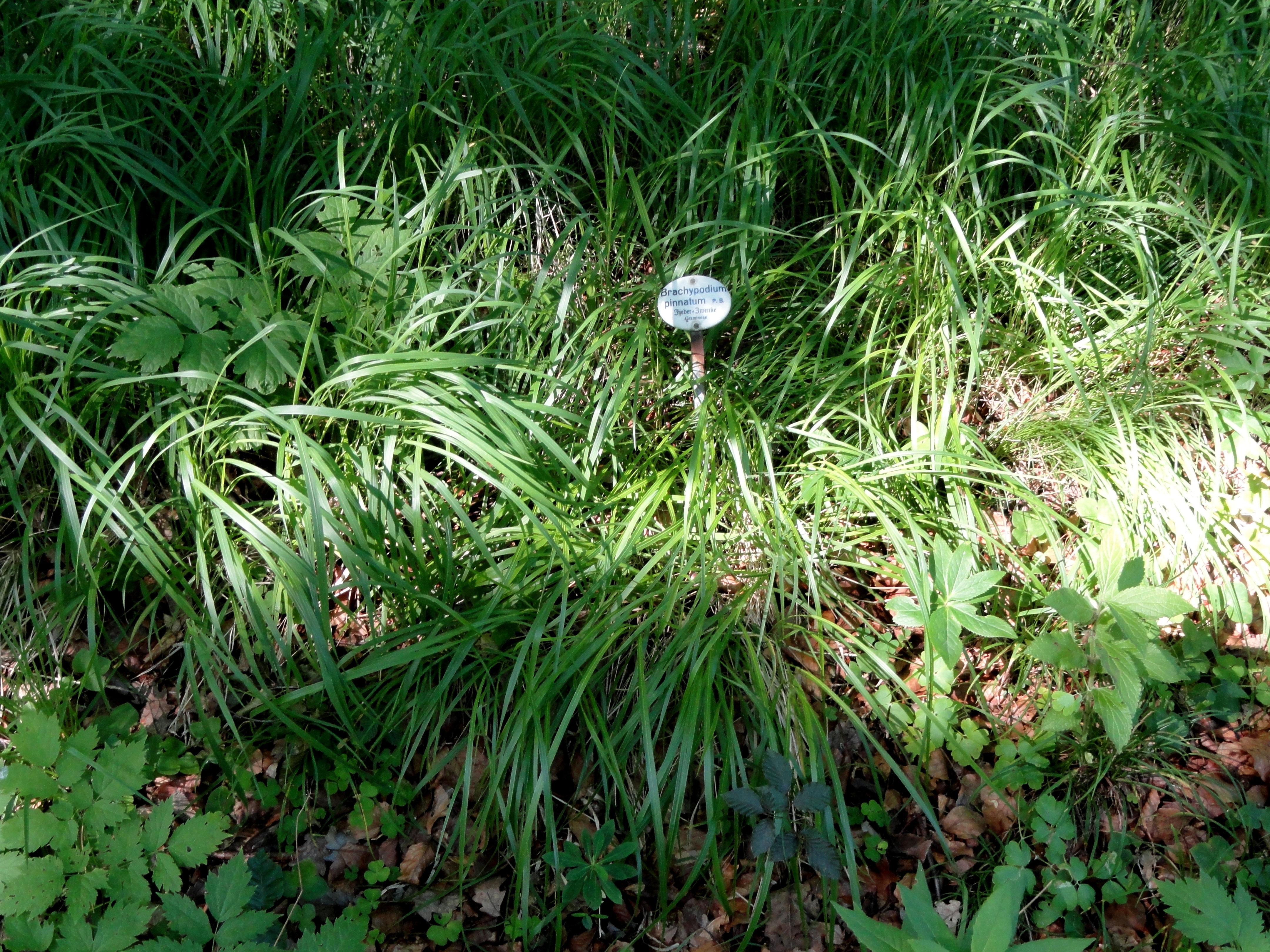
Gevinde kortsteel

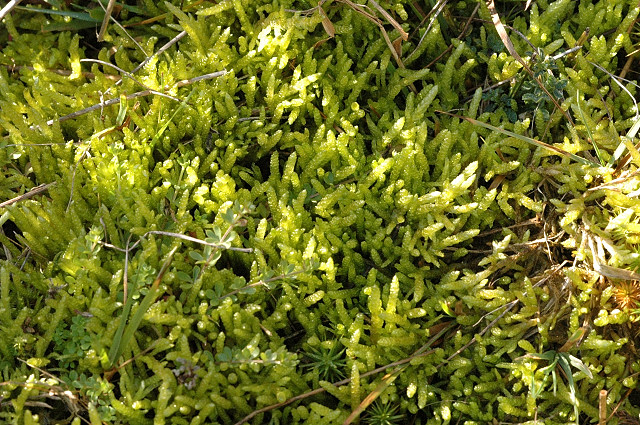
Groot laddermos

Kruidlaag
| Kentaxon | Diff. taxon | Abundantie | Triviale naam             | Botanische naam              | Opmerking       |
| -------- | ----------- | ---------- | ------------------------- | ---------------------------- | --------------- |
| kA       |             | A          | betonie                   | Stachys officinalis          | voor Nederland  |
| kA       |             | Z          | groene nachtorchis        | Dactylorhiza viridis         | voor Nederland  |
| kA       |             |            | zwart knoopkruid          | Centaurea nigra              | voor Vlaanderen |
| kA       |             |            | liggende vleugeltjesbloem | Polygala serpyllifolia       | voor Vlaanderen |
| kA       |             |            | liggend walstro           | Galium saxatile              | voor Vlaanderen |
| kA       |             |            | pijlbrem                  | Genista sagittalis           | voor Vlaanderen |
| kV       |             | O          | hondsviooltje             | Viola canina                 |                 |
| kV       |             | O          | welriekende nachtorchis   | Platanthera bifolia          |                 |
| kV       |             | Z          | stijve ogentroost         | Euphrasia stricta            |                 |
| kV       |             | Z          | herfstschroeforchis       | Spiranthes spiralis          |                 |
| kK       |             | D          | tandjesgras               | Danthonia decumbens          |                 |
| kK       |             | A          | tormentil                 | Potentilla erecta            |                 |
| kK       |             | O          | borstelgras               | Nardus stricta               |                 |
|          |             | D          | gewoon reukgras           | Anthoxanthum odoratum        |                 |
|          |             | D          | gewone rolklaver          | Lotus corniculatus           |                 |
|          | dA          | D          | kleine bevernel           | Pimpinella saxifraga         |                 |
|          | dA          | A          | gevinde kortsteel         | Brachypodium pinnatum        |                 |
|          |             | A          | gewoon struisgras         | Agrostis capillaris          |                 |
|          |             | A          | knoopkruid                | Centaurea jacea              |                 |
|          |             | A          | smalle weegbree           | Plantago lanceolata          |                 |
|          |             | A          | duizendblad               | Achillea millefolium         |                 |
|          |             | A          | gewone veldbies           | Luzula campestris            |                 |
|          |             | A          | grasklokje                | Campanula rotundifolia       |                 |
|          | dA          | A          | voorjaarszegge            | Carex caryophyllea           |                 |
|          |             | A          | blauwe knoop              | Succisa pratensis            |                 |
|          | dA          | A          | ruige leeuwentand         | Leontodon hispidus           |                 |
|          | dA          | F          | bevertjes                 | Briza media                  |                 |
|          |             | F          | rood zwenkgras            | Festuca rubra                |                 |
|          |             | F          | sint-janskruid            | Hypericum perforatum         |                 |
|          |             | F          | gewone vleugeltjesbloem   | Polygala vulgaris            |                 |
|          |             | F          | gewoon biggenkruid        | Hypochaeris radicata         |                 |
|          |             | F          | muizenoor                 | Pilosella officinarum        |                 |
|          |             | F          | geel walstro              | Galium verum                 |                 |
|          |             | F          | veldzuring                | Rumex acetosa                |                 |
|          | dA          | F          | kleine pimpernel          | Sanguisorba minor            |                 |
|          |             | F          | fijn schapengras          | Festuca filiformis           |                 |
|          |             | F          | gewone margriet           | Leucanthemum vulgare         |                 |
|          |             | F          | knolboterbloem            | Ranunculus bulbosus          |                 |
|          |             | O          | beemdkroon                | Knautia arvensis             |                 |
|          |             | O          | geelhartje                | Linum catharticum            |                 |
|          | dA          | O          | zachte haver              | Helictotrichon pubescens     |                 |
|          |             | O          | schermhavikskruid         | Hieracium umbellatum         |                 |
|          |             | O          | gestreepte witbol         | Holcus lanatus               |                 |
|          |             | O          | zeegroene zegge           | Carex flacca                 |                 |
|          | dA          | O          | kleine ratelaar           | Rhinanthus minor             |                 |
|          |             | O          | aarddistel                | Cirsium acaule               |                 |
|          |             | O          | rode klaver               | Trifolium pratense           |                 |
|          |             | O          | grote tijm                | Thymus pulegioides           |                 |
|          |             | O          | ruige weegbree            | Plantago media               |                 |
|          |             | O          | kruipend stalkruid        | Ononis spinosa subsp. repens |                 |
|          |             | O          | goudhaver                 | Trisetum flavescens          |                 |
|          |             | O          | eenstijlige meidoorn      | Crataegus monogyna           | zaailing/opslag |
|          |             | O          | struikhei                 | Calluna vulgaris             |                 |
|          |             | O          | gewone brem               | Cytisus scoparius            | zaailing/opslag |

Moslaag
| Kentaxon | Diff.soort | Abundantie | Triviale naam    | Botanische naam          | Opmerking |
| -------- | ---------- | ---------- | ---------------- | ------------------------ | --------- |
|          |            | F          | groot laddermos  | Pseudoscleropodium purum |           |
|          |            | O          | kleivedermos     | Fissidens taxifolius     |           |
|          |            | O          | gewoon dikkopmos | Brachythecium rutabulum  |           |
|          |            | O          | roodknolknikmos  | Bryum rubens             |           |

## Bedreiging en bescherming
Deze associatie wordt bedreigd door verwaarlozing, verruiging en verstruweling/verbossing. Voor de instandhouding zijn maaien en verwijderen van het strooisel of extensieve begrazing mogelijke oplossingen.

## Biologische Waarderingskaart
In de Biologische Waarderingskaart (BWK) van Vlaanderen en het Brussels Hoofdstedelijk Gewest is deze associatie opgenomen als droog heischraal grasland (hn).
Dit vegetatietype staat gewaardeerd als 'biologisch zeer waardevol'.

## Fotogalerij

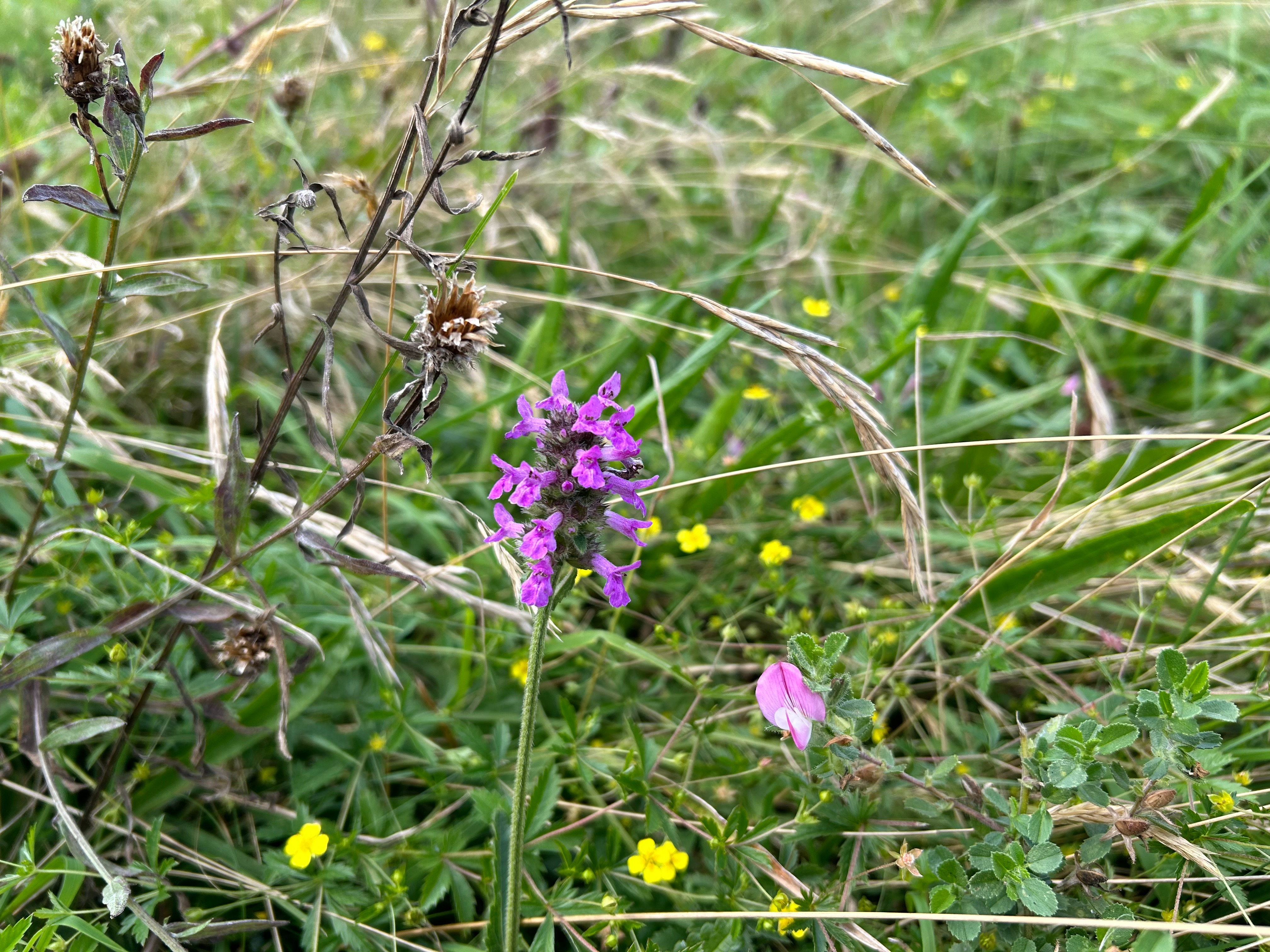
Close-up met betonie, gevinde kortsteel, tormentil, kattendoorn en knoopkruid
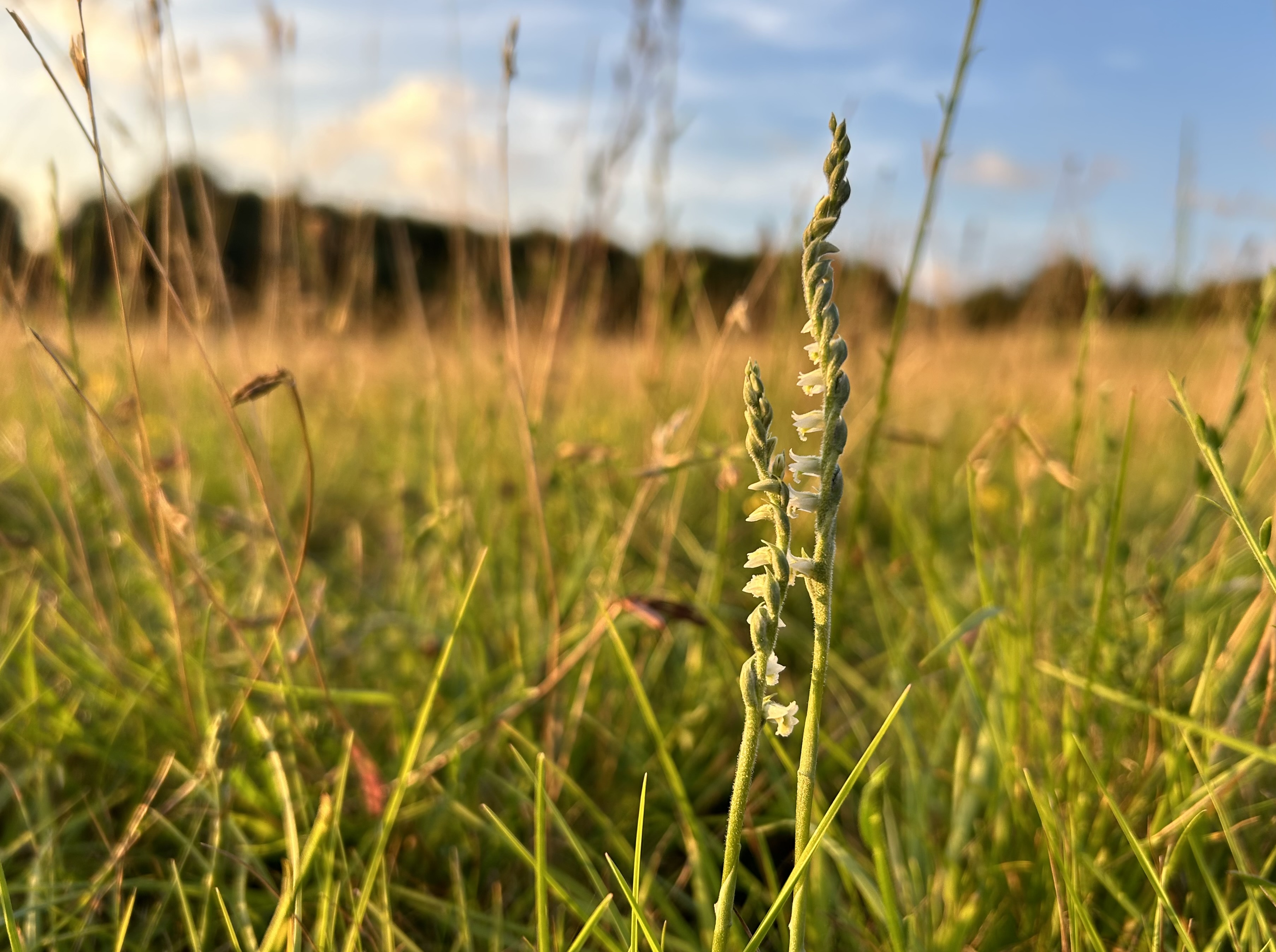
Close-up met herfstschroeforchis